# 美少女ゲーム
美少女ゲーム（びしょうじょゲーム）は、アニメ調のキャラクターとの恋愛を主として描くコンピューターゲームである。

## 定義
美少女ゲームという用語はアダルトゲームと同意義ではない。
『Virtual IDOL vol.2』によれば、「美少女ゲーム」という用語は18歳未満禁止のゲームソフトという意味ではなく、美少女が登場するゲームを指す。そのため、性的な表現を含むが美少女は登場しないゲームは、美少女ゲームに分類されない。
類義語にエロゲーやギャルゲーがある。性描写を含むものをエロゲー、性描写のない家庭用ゲーム機用のものをギャルゲーと分類されることもある。
また「美少女」の名称からもわかるように、アダルトゲームであってもボーイズラブを主にした作品や乙女ゲームなどは含まれない。なお、コンピュータソフトウェア倫理機構（ソフ倫）では2009年よりアダルトゲームの呼称を「R18ゲーム」とすることを決定している。
英語圏では「Bishōjo game」と表現する場合は、アダルトゲームであるか否かは基本的に問われず、明確にアダルトゲームを指す場合は「Eroge」（エロゲ）や「Hentai game」（ヘンタイゲーム）と呼ばれる。

性描写の傾向による作品分類をするのならば、暴力や強制での性行為を主にしたものを「陵辱系」、恋愛や合意の上での性行為を重視したものを「純愛系」と呼び分けることもあるが、ポルノグラフィとしての実用性よりもシナリオの完成度の高さが売りとなっている作品もみられる。

## レイティング
購入の規制となる具体的なレイティングは以下の通りである。
18禁
ソフ倫やコンテンツ・ソフト協同組合（CSA）の指定する、最も一般的なレイティングで、18歳未満を禁止する。かつてのセガサターンやPC-FXでも用いられたことがあった（セガサターン用ソフトにおいては、1996年頃からX指定のソフトの発売が認められなくなった）。別名"R-18指定"・"X指定"・"X RATED"などとも呼ばれる。18歳未満者に提供すると刑事罰の対象となる可能性もある。
18才以上推奨
セガサターン用ソフトにおいて用いられたレイティングで、上記の『X指定』より性的な表現が低く、半裸や下着程度の描写に抑えられている。
15禁
かつてソフ倫において用いられていたレイティングで、同機構の倫理規定では、「一般ソフト作品制限付（R指定）」と称されており、性的な表現は低く抑えられている。
15才以上推奨
CIRCUSやKeyなど、一部のメーカーにおいて自主規制として用いられるレイティングである。上記の15禁と混同されることも少なくないが、対象年齢未満者による購入・使用を禁止するものではない。
CERO Z 18才以上のみ対象
家庭用ゲームソフトを中心に表現と内容を審査する団体・コンピュータエンターテインメントレーティング機構（CERO）で用いられているレイティングで、家庭用ゲームにおいて購入を規制する対象となる。ソフ倫などが定める18禁区分と同等の効力を有する区分である。対象年齢未満の者に提供すると、刑事罰の対象となる可能性がある。
それ以外は「CERO D 17才以上対象」にとどまっている（2006年2月まで適用されていた旧区分の『CERO18才以上対象』で発売された美少女ゲームもあったが、全て「CERO D 17才以上対象」へ変更されている）。
また、CEROの倫理規定においても、性行為や排泄・性器の描写を、家庭用ゲームで用いることを完全に禁止しているため、CEROの設立後に発売された家庭用ゲームは、アダルトゲームが原作のタイトルでも、便宜的に"ギャルゲー"と呼ぶことが多い。
販売店独自の自主規制
一部の販売店には、独自の区分陳列基準が存在するため、全年齢対象や15歳以上推奨のレーティングが付与された作品であっても、18歳未満者による購入が不可能になることがある。
社会情勢の変化に伴い、保護者や教職員、政財界などから美少女ゲームの販売中止を強く要請されるようになったため、一部を除く大手家電量販店では、レーティングや性描写の程度に関係なく、関連する商品の取り扱い自体を中止している。
青少年保護育成条例による包括指定
大阪府や三重県などの一部の自治体では、お色気シーンのカット数などに上限が設けられており、これを上回るお色気要素が作品内に含まれていると、自動的に有害図書とみなされるため、全年齢対象や15歳以上推奨のレーティングが付与された作品であっても、当該地域内で18歳未満者に提供すると刑事罰が科せられる。

## 備考
PCゲーム雑誌『テクノポリス』が発祥とされており、徳間書店により商標登録されていたことがあるが、権利放棄され、2010年4月現在日本での登録は確認されていない。また、アダルトゲーム雑誌『BugBug』では「美しょゲー」と言う省略形が用いられているが、これは同誌特有の表現である（2010年4月現在、日本で商標登録はされていない）。